# 五倍子
五倍子，又名百蟲倉、百藥煎、棓子；同翅目蚜蟲科的角倍蚜或倍蛋蚜雌蟲，刺傷鹽膚木（或及其同屬植物）的嫰葉或葉柄後，寄生其中產生蟲癭，將其烘焙乾燥後可得。味酸、澀，性寒。
五倍子的形成，除了需要夏寄主（漆樹屬植物）外，還需要再產癭植物的生育地附近有冬寄主（特定蘚類）的存在。

## 性味功用
1. 收斂肺止汗、澀精止瀉、收斂止血、收濕斂瘡、抑菌、抗病毒
2. 體虛汗多、便溏泄瀉、肺虛久咳、久痢久瀉、自汗盜汗、遺精遺尿、便血痔血、崩漏、瘡瘍潰破不斂、濕瘡流水、陰挺脫肛

### 禁忌
外感或實熱咳喇、濕熱瀉痢者忌服。

## 用途
五倍子富含單寧酸，可廣泛用於醫藥、機械、國防及食用等產業上。

## 用法
內服入煎劑，常用量3至5克。外用：煎汁熏洗，研末撒或調敷。

## 主要產地
五倍子產於河北、山東、四川、貴州、湖北、福建，及廣西等省之山中，為中國之特產。

## 採收加工
自樹上摘下後，以沸水煮，隨時攪拌，使其由黃褐色轉變成灰色（約3至5分鐘），以殺死內部之蟲，取出，曬乾或陰乾即得。五至六月間採收者為「肚倍」。八至九月間採收者為「角倍」